# 파벨 벨라예프
파벨 이바노비치 벨랴예프(러시아어: Павел Иванович Беляев; 1925년 6월 26일 ~ 1970년 1월 10일)는 1965년 인류 최초의 우주 유영이 이루어진 역사적인 보스호트 2호 우주 비행 임무를 지휘한 소련의 우주인이다. 그는 다양한 종류의 항공기를 조종한 풍부한 경험을 가진 전투기 조종사였으며, 우주인 부대의 첫 번째 사령관이었다.

## 초기 생애
파벨 벨랴예프는 6남매 중 한 명이었고 가족과 친구들에게는 파샤로 불렸다. 그는 1925년 6월 26일, 현재의 바부시킨스키구, 볼로그다주, 러시아에 위치한 체리셰보에서 태어났다. 1932년에 그의 가족은 근처의 민코보 마을로 이사했다. 그의 아버지는 의사 조수였고 어머니는 집단 농장에서 일했다. 벨랴예프는 1932년 7세의 나이에 학교에 다니기 시작했다. 물리학과 지리학이 그가 가장 좋아하는 과목이었다. 어린 시절 그는 하키와 사냥을 즐겼다. 13번째 생일 직전에 가족은 카멘스크우랄스키 지역으로 이사했다. 그는 고르코고 중등학교에서 교육을 계속했다.
1942년, 벨랴예프는 공장에서 선반공으로 임시직을 맡았고 나중에는 전쟁 지원을 위해 시나르스크 파이프 공장에서 검사원으로 일했다. 그는 스베르들롭스크의 특별 공군 학교에 지원했지만 입학하지 못했다. 그는 자원하여 전투 스키 부대에 합류하려 했으나 너무 어리다는 이유로 다시 거절당했다. 1943년, 18세가 되기 직전에 그는 징집되었다. 그는 이후 제3 사라풀 학교에 입학하여 해군 조종사 훈련을 시작했다. 그는 1944년에 졸업하고 스탈린 해군 항공 학교로 옮겼다.

## 공군 경력
벨랴예프는 1945년 소위 계급으로 군용 조종사로 졸업했다. 전쟁은 서부에서 끝났고, 벨랴예프는 러시아의 동부 지역을 방어하기 위해 파견되었다. 그는 1945년 8월 일본과의 전쟁 마지막 날에 야코블레프, 라보츠킨, MiG 전투기를 조종했다.
벨랴예프는 다음 10년 동안 동부에 머물렀으며, 주로 시베리아에 주둔했다. 그는 1947년에 중위로 진급했다. 1950년에는 상위로 진급했다. 이 기간 동안 그는 7가지 다른 유형의 항공기를 조종했으며, 소련에서 가장 뛰어난 지휘 조종사 중 한 명으로 평가받았다. 그는 1953년에 전투 공로 훈장을 받았다. 1954년에는 대위로 진급했다. 사냥을 계속 좋아했지만, 독서와 시 쓰기, 피아노와 아코디언 연주 등 여가 시간에는 학문적인 활동도 즐겼다. 1956년, 벨랴예프는 붉은 깃발 공군 아카데미의 고급 과정에 입학하는 데 성공했다. 그는 1959년에 군용 조종사 2급 자격과 소령 계급으로 졸업했다.

## 우주인 선발
벨랴예프는 붉은 깃발 공군 아카데미에서 마지막 학업을 하는 동안 우주 프로그램에 포함될 가능성에 대해 인터뷰와 테스트를 받았다. 선발자들은 그가 높은 G-포스를 견뎌내는 능력에 깊은 인상을 받았다. 벨랴예프는 흑해 함대의 공군 제661 비행대대 제4 IAD로 파견되었다. 한 달 후, 그는 연대 제241 비행대대 지휘관으로 임명되었다. 최종 선발될 때까지 그는 피스톤 및 제트 항공기에서 1,000시간 이상의 비행 시간을 기록했으며 약 40회의 낙하산 점프도 완료했다.
벨랴예프는 1960년 3월 25일 새로 설립된 TsPK(우주인 훈련 센터)에 배정받았다. 34세의 그는 프로그램에 합격한 최고령 후보였다. 소령으로서 그는 최고위 계급의 후보였으며 제2차 세계대전에 참전한 유일한 후보였다. 그의 높은 계급 때문에 벨랴예프는 우주인 부대의 첫 사령관이 되었다. 벨랴예프와 블라디미르 코마로프 (벨랴예프보다 2살 어림)만이 공군 아카데미 훈련을 받은 후보였다. 유리 가가린은 두 고위 장교에게 "교수들"이라는 별명을 붙여주었다.
1960년 8월, 벨랴예프는 낙하산 훈련 중 발목 위 종아리뼈 골절을 입었는데, 이 사고로 인해 그의 진척은 약 12개월 지연되었고, 초기 우주 비행에서 제외되었다. 부상의 심각성 때문에 벨랴예프가 프로그램에 재입학하기는 어려울 것으로 보였으나, 그는 회복과 체력 회복을 위해 끊임없이 노력했다. 1년의 공백 끝에 그는 건강 검진을 통과하고 훈련에 복귀했다.

## 우주 비행

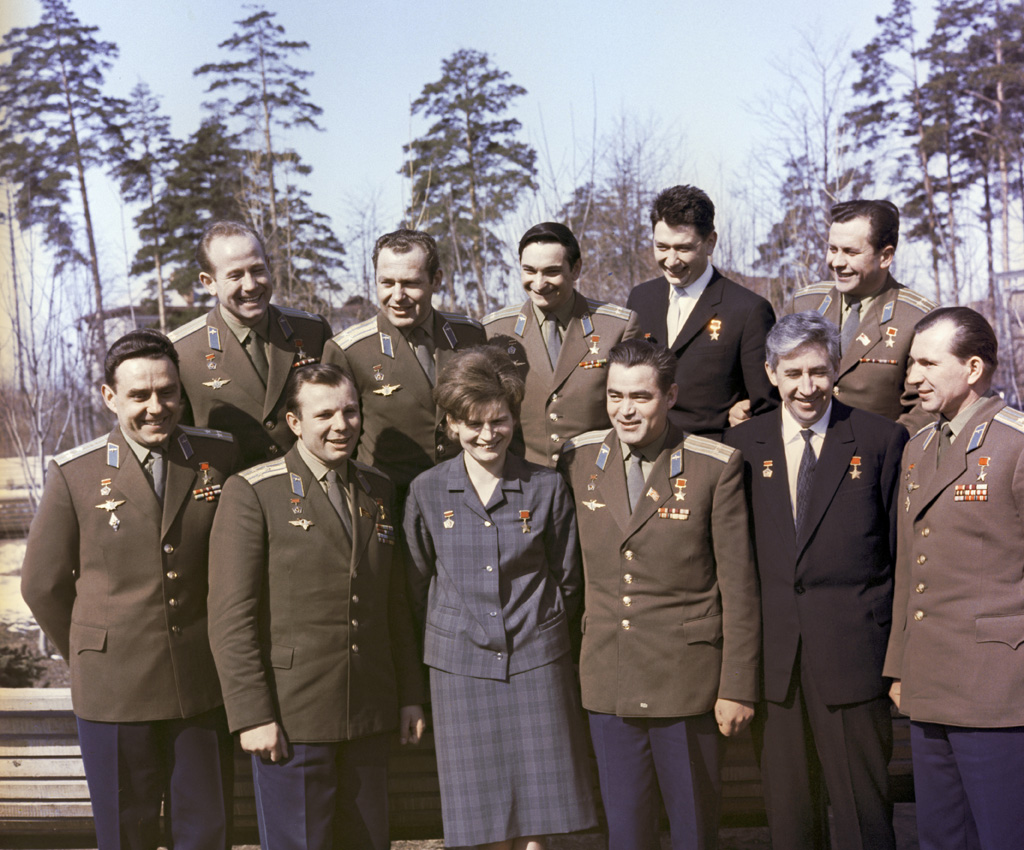
소련 우주인들 (앞줄 왼쪽부터): 블라디미르 코마로프 (보스호트 1호), 유리 가가린 (보스토크 1호), 발렌티나 테레시코바 (보스토크 6호), 안드리얀 니콜라예프 (보스토크 3호), 콘스탄틴 페오크티스토프 (보스호트 1호), 파벨 벨랴예프 (보스호트 2호), 둘째 줄: 알렉세이 레오노프 (보스호트 2호), 게르만 티토프 (보스토크 2호), 발레리 비콥스키 (보스토크 5호), 보리스 예고로프 (보스호트 1호), 파벨 포포비치 (보스토크 4호).

1964년 첫 보스호트 임무의 성공 이후, 1965년에 더 기술적으로 어려운 두 번째 임무가 계획되었다. 그 주요 목표는 우주인이 캡슐 밖으로 나와 "우주 유영"을 하는 것이었다. 벨랴예프는 발사 불과 3일 전에 보스호트 2호의 주 승무원 사령관으로 확정되었다. 두 달 전 고고도 챔버 테스트에서 부진한 성적을 보여 그의 임무 적합성에 대한 우려가 있었다. 그의 승무원인 알렉세이 레오노프가 최종적으로 "오작동의 책임은 장비를 지원하는 공장 전문가들에게 있었다"고 보고했으며, 벨랴예프 자신이 그 결함을 성공적으로 수정하여 문제에 대한 책임을 스스로 지게 되었다고 보고했다. 우주 유영을 수행하도록 선택된 레오노프는 자신이 흐루노프보다 벨랴예프를 임무 사령관으로 선호했던 이유를 설명했다. "저는 흐루노프보다 더 유능하다고 생각했던 파샤를 위해 열심히 로비했습니다. 저는 그와 더 많이 일했고, 그를 신뢰했습니다."

### 보스호트 2호

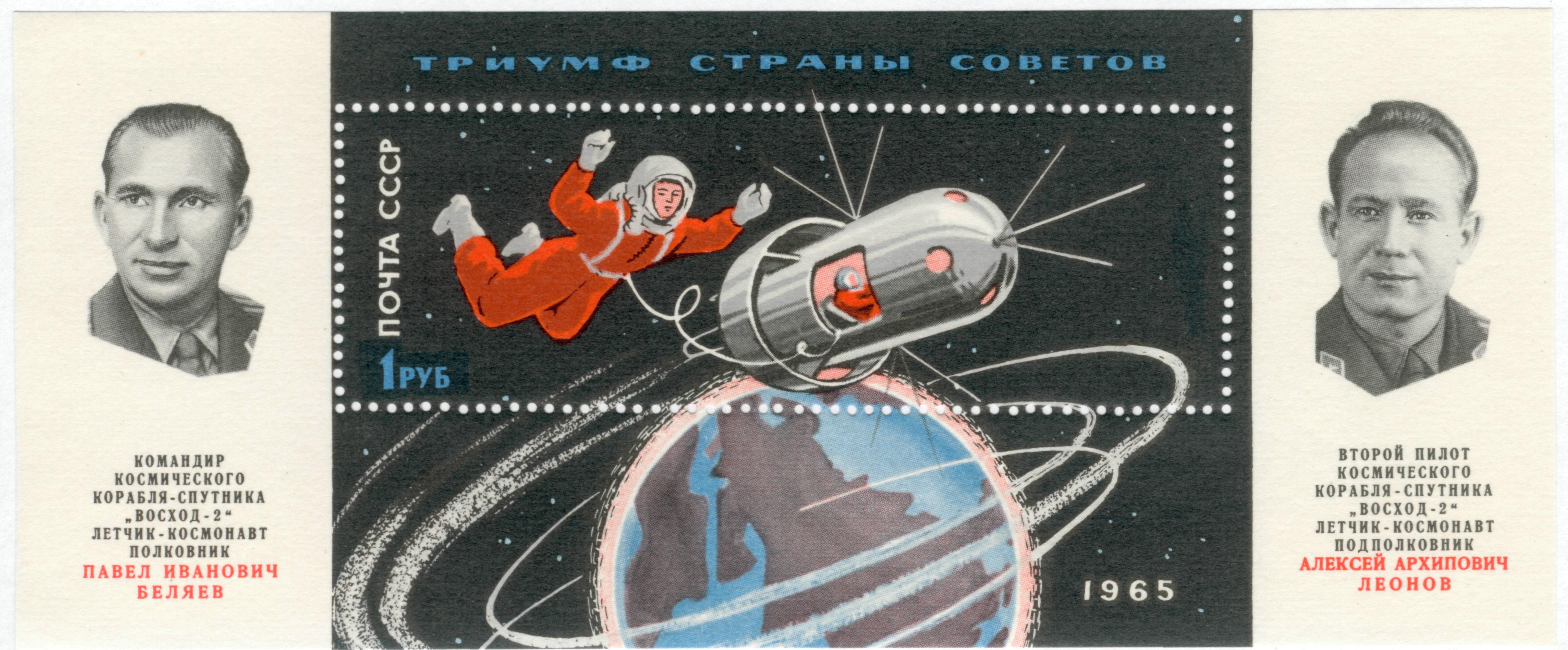
소련 우표 "소련의 승리. 보스호트 2호 우주선." 그려진 우주선은 실제 보스호트 캡슐과는 닮은 점이 없으며 외부 에어록도 생략되어 있음에 유의하라.

보스호트 2호는 1965년 3월 18일 벨랴예프와 레오노프를 태우고 발사되었다. 벨랴예프의 호출 부호는 다이아몬드(러시아어: 알마즈)였고, 임무 사령관으로서 그의 명칭은 1이었다.
레오노프가 성공적으로 첫 우주 유영을 수행한 후, 벨랴예프는 지구로 귀환할 준비를 했다. 자동 재진입 시스템이 고장나 벨랴예프는 수동으로 재진입을 수행해야 했다. 이를 위해 벨랴예프는 장착된 브조르 항법 장치를 사용하여 캡슐의 방향을 잡아야 했다. 캡슐 내부의 비좁은 공간과 열악한 설계로 인해 벨랴예프는 브조르를 사용하기 위해 좌석을 가로질러 누워야 했고, 레오노프가 그를 제자리에 고정시켜 주었다. 벨랴예프는 레오노프에게 우주선의 자세를 확인해달라고 요청했는데, 이로 인해 시간이 추가로 소요되어 우주선이 예정 착륙 지점에서 약 2,000 킬로미터 (1,200 mi)를 벗어났다. 착륙 후 벨랴예프는 폭발 볼트가 작동하지 않아 해치를 강제로 열어야 했다. 벨랴예프는 다리가 TV 화면 콘솔 아래에 끼인 레오노프를 캡슐 밖으로 끌어내야 했다. 극도로 추운 환경에서 캡슐 안에 하룻밤을 보낸 후, 승무원들은 다음 날 아침 선발 구조대에 의해 발견되었다. 착륙 지점에서 9 킬로미터 (5.6 mi) 떨어진 숲 속에 구조 헬리콥터가 착륙할 수 있는 장소를 확보하는 데 또 하루가 걸렸다.
임무 성공 후 벨랴예프와 레오노프는 소비에트 연방영웅 메달을 수여받고 15,000루블, 볼가 자동차 한 대, 45일의 휴가를 받았다.
아폴로 15호 사령관이자 우주비행사인 데이비드 스콧은 1967년 파리 에어쇼에서 러시아 전시관을 방문했을 때 벨랴예프를 만났던 것을 회상했다. "그는 정말 친절했습니다... 벨랴예프는 매우 긍정적이고 사려 깊은 사람이었고, 진정한 리더였습니다. 저는 그를 매우 좋아했습니다." 미국 전시관을 상호 방문했을 때, 벨랴예프는 자신이 "수동 조작으로 임무를 지구로 되돌려놓은 최초의 우주인"이었다고 밝혔다.
그는 원래 보스토크 8호 임무를 통해 지구의 밴 앨런 방사선대로 비행할 예정이었으나, 이 임무는 취소되었다.

## 개인 생활
1948년, 그는 타티야나 필리포브나 프리카스치코바와 결혼했다. 그들에게는 이리나와 류드밀라라는 두 딸이 있었다.

## 사망과 유산
벨랴예프는 1970년 보스호트 2호 임무 5년 후 위궤양 수술로 인한 복막염으로 사망했다. 그는 모스크바의 노보데비치 묘지에 묻혔다.
벨랴예프는 초기 러시아 우주 프로그램의 다른 저명한 인물들과 함께 모스크바 우주인 골목에 흉상으로 기념되었다. 파벨 벨랴예프는 소비에트 연방영웅 (1965년 3월 23일), 레닌 훈장, 적성훈장, 수많은 메달과 외국 훈장을 수여받았다. 그는 또한 불가리아 사회주의 노동 영웅, 베트남 영웅, 몽골 영웅 칭호를 가졌다.
그의 이름은 1971년 8월 1일 아폴로 15호 승무원이 달에 설치한 추락한 우주비행사 조각상에 함께 있는 명판에 새겨져 있다.
벨랴예프의 삶과 우주 경력에 대한 이야기는 콜린 버지스의 2003년 저서 Fallen Astronauts와 2007년 저서 Into That Silent Sea에 실려 있다. 벨랴예프는 주디스와 가필드 리브스-스티븐스의 2005년 소설 Freefall의 등장인물로도 사용되었는데, 이 소설에서 그는 아폴로 11호보다 몇 시간 먼저 달에 착륙한 최초의 인물로 그려진다.
파벨 벨랴예프는 다양한 우표에 등장했다. 1965년에는 소련, 쿠바, 불가리아, 동독, 헝가리의 우표에 등장했다. 1966년에는 불가리아, 말리, 모리타니의 우표에 등장했다.
달의 뒷면에 있는 충돌구는 1970년 IAU에 의해 벨랴예프의 이름을 따서 명명되었다.
1969년 소련 천문학자 류드밀라 체르니흐가 발견한 소행성체는 그의 이름을 따서 2030 벨랴예프로 명명되었다.
콘스탄틴 하벤스키는 보스호트 2호 임무를 극화한 2017년 러시아 영화 스페이스 워커에서 벨랴예프를 연기했다. 레오노프는 창의적 컨설턴트로 참여했으며 이 영화는 벨랴예프에게 헌정되었다.

## 영예와 수상

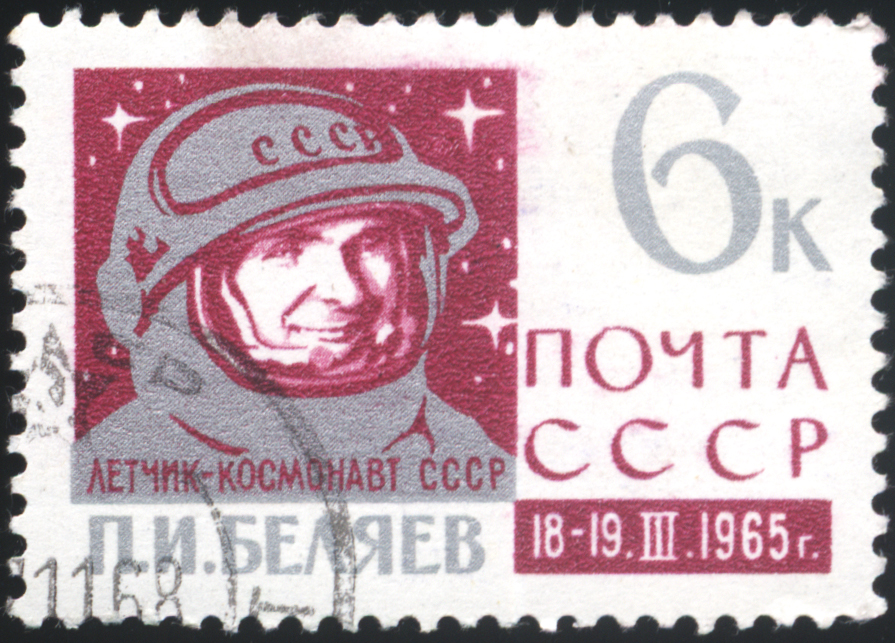
1965년 소련 우표 6코페크에 실린 파벨 벨랴예프

- 소비에트 연방영웅 메달 "황금별" (1965년 3월 23일)
- 소련 조종사-우주비행사 칭호
- 레닌 훈장 (1965년 3월 23일)
- 적성훈장 (1961년 6월 17일)
- 전투 공로 메달 (1953년 11월 11일)
- 1941년-1945년 대조국전쟁 승리 메달 (1945년 5월 9일)
- 일본 승리 메달 (1945년 9월 30일)
- 1941년-1945년 대조국전쟁 중 용감한 노동 메달 (1965년 5월 25일)
- 미개척지 개발 메달 (1965년 3월 19일)
- 사회주의 노동 영웅 (불가리아, 1965년)
- 게오르기 디미트로프 훈장 (불가리아, 1965년)
- 노동 영웅 (베트남, 1965년)
- 몽골 영웅
- 수흐바타르 훈장 (몽골, 1967년).
- 카를 마르크스 훈장 (동독, 1965년).
- 다이아몬드가 박힌 시리아 아랍 공화국 훈장.
- 1941년-1945년 대조국전쟁 승리 20주년 기념 메달
- 소련군 및 해군 30주년 기념 메달
- 소련군 40주년 기념 메달
- 무결점 복무 메달 1급 및 2급

### 인라인 인용
1. ↑  파샤는 파벨의 러시아어 지소사 형태이다.
2. ↑  그의 출생지를 포함하여 이 내용은 www.warheroes.ru 및 vologda-oblast.ru 보관됨 22 7월 2011 - 웨이백 머신에 명시되어 있다. 버제스와 홀은 그가 민코보, "레닌스키 구역"에서 자랐다고 말하지만, 이것은 아마도 오류일 것이다.
3. 1 2  Burgess & Hall 2009, 33쪽.
4. 1 2 3 4 5  Burgess & Hall 2009, 34쪽.
5. 1 2  Burgess & Hall 2009, 35쪽.
6. ↑  Hall & Shayler 2001, 292쪽.
7. ↑  Hall & Shayler 2001, 115쪽.
8. ↑  Hall & Shayler 2001, 109쪽.
9. ↑  Tsymbal, Nikolai, 편집. (1984), 《First Man in Space》, Moscow: Progress Publishers Moscow, 75쪽
10. ↑  Burgess, Colin; Doolan, Kate; Vis, Bert (2003). 《Fallen Astronauts》. University of Nebraska Press. 180쪽. ISBN 0-8032-6212-4.
11. ↑  Harford, James (1997). 《Korolev》. John Wiley & Sons. 184–5쪽. ISBN 0-471-32721-2.
12. ↑  Scott & Leonov 2004, 98쪽.
13. ↑  Scott & Leonov 2004, 114쪽.
14. ↑  Harford, James (1997). 《Korolev》. John Wiley & Sons. 185쪽. ISBN 0-471-32721-2.
15. ↑  Scott & Leonov 2004, 117–119쪽.
16. ↑  Scott & Leonov 2004, 120쪽.
17. ↑  Scott & Leonov 2004, 203쪽.
18. ↑  Scott & Leonov 2004, 204쪽.
19. ↑  보스토크 8호 - 우주비행학 백과사전
20. ↑  “파벨 벨랴예프, 우주비행사 사망”. 《더 뉴욕 타임스》 (미국 영어). 1970년 1월 11일. ISSN 0362-4331. 2019년 1월 15일에 확인함.
21. ↑  벨랴예프, 태양계 명명법을 위한 국제천문연맹 (IAU) 실무단 (WGPSN)의 행성 명명법 사전
22. ↑  Schmadel, Lutz D. (2003). 《Dictionary of Minor Planet Names》 5판. New York: Springer Verlag. 164쪽. ISBN 3-540-00238-3.

### 일반 참조
- Burgess, Colin; Hall, Rex (2009). 《최초의 소련 우주인 팀: 그들의 삶, 유산, 그리고 역사적 영향》. 베를린: 스프링거. ISBN 9780387848235. LCCN 2008935694.
- Hall, Rex; Shayler, David (2001년 4월 10일). 《로켓맨: 보스토크 & 보스호트, 최초의 소련 유인 우주 비행》. ISBN 1-85233-391-X.
- Korolev, S. P. (2014).  Lopota, C. A., 편집. 《삶과 창조의 백과사전》. RSC 에네르기아. ISBN 978-5-906674-04-3.
- Scott, David; Leonov, Alexei (2004년 10월 15일). 《달의 두 얼굴》. 맥밀런. ISBN 0-312-30865-5.